# 汤姆·迪穆兰
汤姆·迪穆兰（荷蘭語：Tom Dumoulin，1990年11月11日—）是荷蘭已退役的職業公路自行车選手，2016年和2020年两届奥运会公路自行车个人计时赛银牌得主，2017年環意自由車賽總冠軍，是首位奪下環意冠軍的荷蘭選手。他还于2018年环法自行车赛获得总成绩第二名。他于2012年—2019年间效力於太阳网车队，2020年转投珍宝-维斯玛车队，于2022年退役。他是一名总成绩型公路自行车选手，擅長個人計時賽（ITT），爬坡實力也不俗。

## 早年
早年他的志向是研讀醫學、成為一名醫師，由於未能如願轉而攻讀健康科學學位，後來對課堂不感興趣的他，不到一年他就轉而進入自行車競賽的生涯。

## 生涯成就

### 主要戰果
2010年
- 葡萄牙大奖赛总成绩第一，第三赛段冠军。
- 青年环意第八赛段（ITT）冠军。
- UCI公路自行车世锦赛23岁以下组个人计时赛第七名。

2011年
- 比利时Triptyque des Monts et Châteaux赛总成绩第一。
- 荷兰Olympia's Tour赛总成绩第三。
- 德国Thüringen Rundfahrt der U23赛总成绩第三。
- UCI公路自行车世锦赛23岁以下组个人计时赛第八名。
- 列日-巴斯通-列日U23组别第八名。

2012年
- 环卢森堡赛总成绩第五。
- 德国Rund um Köln赛第五名。
- 环安达卢西亚赛总成绩第六。
- UCI公路自行车世锦赛23岁以下组个人计时赛第十名。
- 环布尔戈斯赛总成绩第十。

2013年
- 环安达卢西亚赛爬坡积分第一。
- 荷兰全国锦标赛公路赛第二名，个人计时赛第三名。
- 环荷比卢赛总成绩第一名。
- 环比利时赛总成绩第五名，新人积分第一名。
- 德潘三日赛总成绩第六名。
- 瓦隆大奖赛第六名。

2014年
- 荷兰全国锦标赛个人计时赛冠军。
- 荷兰RaboRonde Heerlen赛冠军。
- 法国环科西嘉赛第二赛段（ITT）冠军。
- 魁北克大奖赛第二名。
- 世界公路自行车锦标赛个人计时赛铜牌。
- 环荷比卢赛总成绩第三名，冲刺积分第一名，第三赛段（ITT）冠军。
- 环比利时赛总成绩第二，新人积分第一名。
- 环艾伯塔赛总成绩第二，新人积分第一名。
- 环瑞士赛总成绩第五。
- 蒙特利尔大奖赛第六名。

2015年
- 环巴斯克赛第六赛段（ITT）冠军。
- 环瑞士赛总成绩第三名，第一赛段（ITT）和第九赛段（ITT）冠军。
- 荷兰全国锦标赛个人计时赛第四名。
- 环澳大利亚赛总成绩第四名。
- UCI公路自行车世锦赛个人计时赛第五名。
- 环西班牙公路自行车赛总成绩第六名
  - 第九赛段（ITT）和第十七赛段（ITT）冠军。
  - 在第5，9，10&17-19赛段后穿上象征总成绩第一的红色领骑衫。
  - 在第9-14赛段后穿上象征综合积分第一的白衫。
  - 夺得第17，21赛段和2015年环西的敢斗奖。
- 环法自行车赛，在第二赛段后穿上象征新人成绩第一的白衫。

2016年
- 荷兰全国锦标赛个人计时赛冠军。
- 环法自行车赛第九[5]和第十三赛段（ITT）[6]冠军，并获得第九赛段的敢斗奖。
- 环意自行车赛
  - 第一赛段（ITT）冠军。
  - 在第1-2&4-7赛段后穿上象征总成绩第一的粉色领骑衫。
  - 在第一赛段后穿上象征冲刺积分第一的红衫。
- 里约奥运个人计时赛银牌。
- 环英自行车赛总成绩第三。
- 环阿曼自行车赛总成绩第四。
- 环罗曼地自行车赛总成绩第五。
- 环荷比卢自行车赛总成绩第九。

2017年
- 环意自行车赛[7]
  - 获得总冠军，穿上象征总成绩第一的粉色领骑衫。
  - 第十赛段（ITT）和第十四赛段冠军。
  - 在第14-15赛段后穿上象征爬坡积分第一的蓝衫。
- 荷兰全国锦标赛个人计时赛冠军。
- 环阿布扎比赛总成绩第三名。
- 白路赛第五名。
- 第勒尼安-亚德里亚海赛总成绩第六名。

## 效力車隊
- 拉波银行洲际车队（2011）
- 阿戈斯/捷安特（2012-）
  - 阿戈斯-禧玛诺车队（2012-2013）
  - 捷安特-禧玛诺车队（2014）
  - 捷安特-阿佩锌车队（2015-2016）
  - 太陽網車隊（2017-）